# إيلينا أبراموفيتش
إيلينا أبراموفيتش مواليد 18 يوليو 1981 في مينسك، جمهورية بيلاروس السوفيتية الاشتراكية، هي لاعبة كرة يد بيلاروسية تلعب كحارس مرمى. مثلت منتخب بيلاروسيا لكرة اليد للسيدات.

## روابط خارجية
- إيلينا أبراموفيتش على موقع الاتحاد الأوروبي لكرة اليد (الإنجليزية)